# Smântâniu

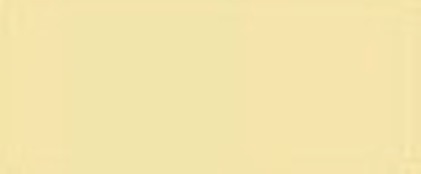
Culoarea smântânie după A. Maerz

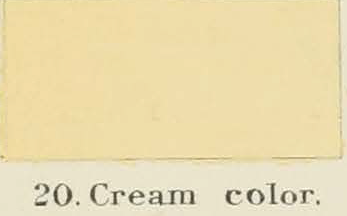
Culoarea smântânie după R. Ridgway.

Culoarea smântânie sau culoarea crem este o culoare alb-gălbuie similară cu culoarea smântânii (care se formează la suprafața laptelui nefiert, după ce a fost lăsat câtva timp la temperatura obișnuită), sau cu culoarea friștii (strat de smântână proaspătă, care se ridică la suprafața laptelui nefiert după câteva ore de la mulgere), sau cu culoarea caimacului (pojghiță de grăsime care apare pe suprafața laptelui fiert) sau cu culoarea untului.

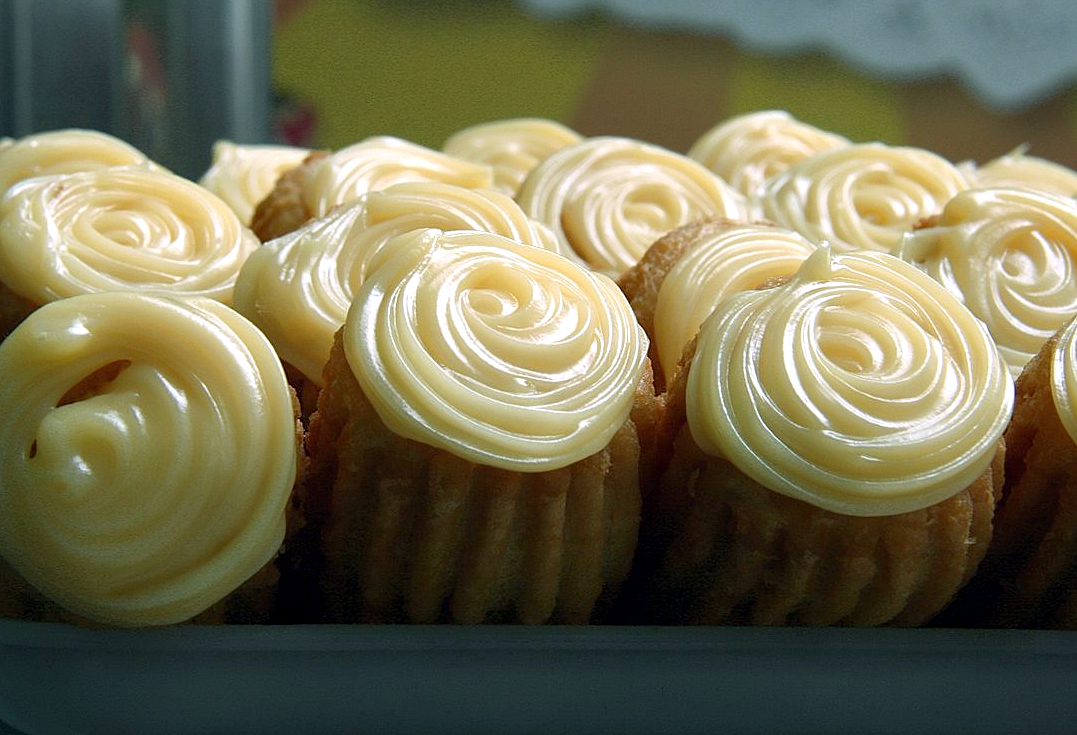
Cornete umplute cu cremă de patiserie.

O nuanță bună smântânie (crem) se obține amestecând opt părți de alb de plumb, două părți de ocru galben francez și o cantitate mică de roșu de Veneția. Sunt folosite adesea numai ocrul francez și albul de plumb. Părți egale de siena naturală și oranj  de crom utilizate pentru a nuanța albul produce un smântâniu (crem) frumos. Există multe alte metode de obținere a acestei nuanțe.